# Walter Washington
Walter Washington, detto Wolfman (New Orleans, 20 dicembre 1943 – New Orleans, 22 dicembre 2022), è stato un cantante e chitarrista statunitense.
Il suo stile ha radici nella musica blues, ma trae origine anche dal funk e dal R&B.

## Biografia
Washington nacque a New Orleans, e, mentre era ancora un adolescente, fu invitato a suonare nella band di Lee Dorsey.
A metà degli anni sessanta Washington aveva costituito la All Fools Band, con la quale suonò nei club di New Orleans.
Nel 1970 entrò a far parte della band di Johnny Adams. Suonò con Adams per 20 anni, sia dal vivo e che nei suoi dischi. Durante questo periodo continuò a lavorare come solista, e alla fine degli anni settanta fondò la sua band, i Roadmasters, e girò l'Europa con essa.
Washington pubblicò il suo primo album da solista Rainin' In My Heart nel 1981, con la piccola etichetta locale Help Me. Ottenne un contratto con la Rounder Records a metà degli anni ottanta e pubblicò complessivamente tre album dell'etichetta. Dopo la collaborazione con la Rounder, pubblicò inoltre un album con la controllata Virgin Point Blank Records.
Washington iniziò a suonare regolarmente con due musicisti di New Orleans, l'organista Joe Krown e il batterista Russell Batiste Jr, in trio al Maple Leaf Bar.
Nel 2008 pubblicò Doin' the Funky Thing, il suo primo album dopo molti anni. Live at the Maple Leaf, una registrazione live di Krown, Washington, Batiste venne pubblicata nello stesso anno.
Washington morì a New Orleans nel 2022, due giorni dopo aver compiuto 79 anni, per un cancro.

## Discografia
- 1981 Rainin' In My Heart (Help Me)
- 1986 Wolf Tracks (Rounder)
- 1988 Out of the Dark (Rounder)
- 1991 Wolf at the Door (Rounder)
- 1991 Sada (Point Blank)
- 1998 Funk Is in the House (Bullseye Blues)
- 1999 Blue Moon Risin' (Artelier)
- 2000 On the Prowl (Rounder)
- 2008 Doin' the Funky Thing (Zoho Roots)
- 2008 Live at the Maple Leaf (indipendente) con Joe Krown e Russell Batiste Jr